# Lapbook
 (décembre 2016).
Si vous disposez d'ouvrages ou d'articles de référence ou si vous connaissez des sites web de qualité traitant du thème abordé ici, merci de compléter l'article en donnant les références utiles à sa vérifiabilité et en les liant à la section « Notes et références ».

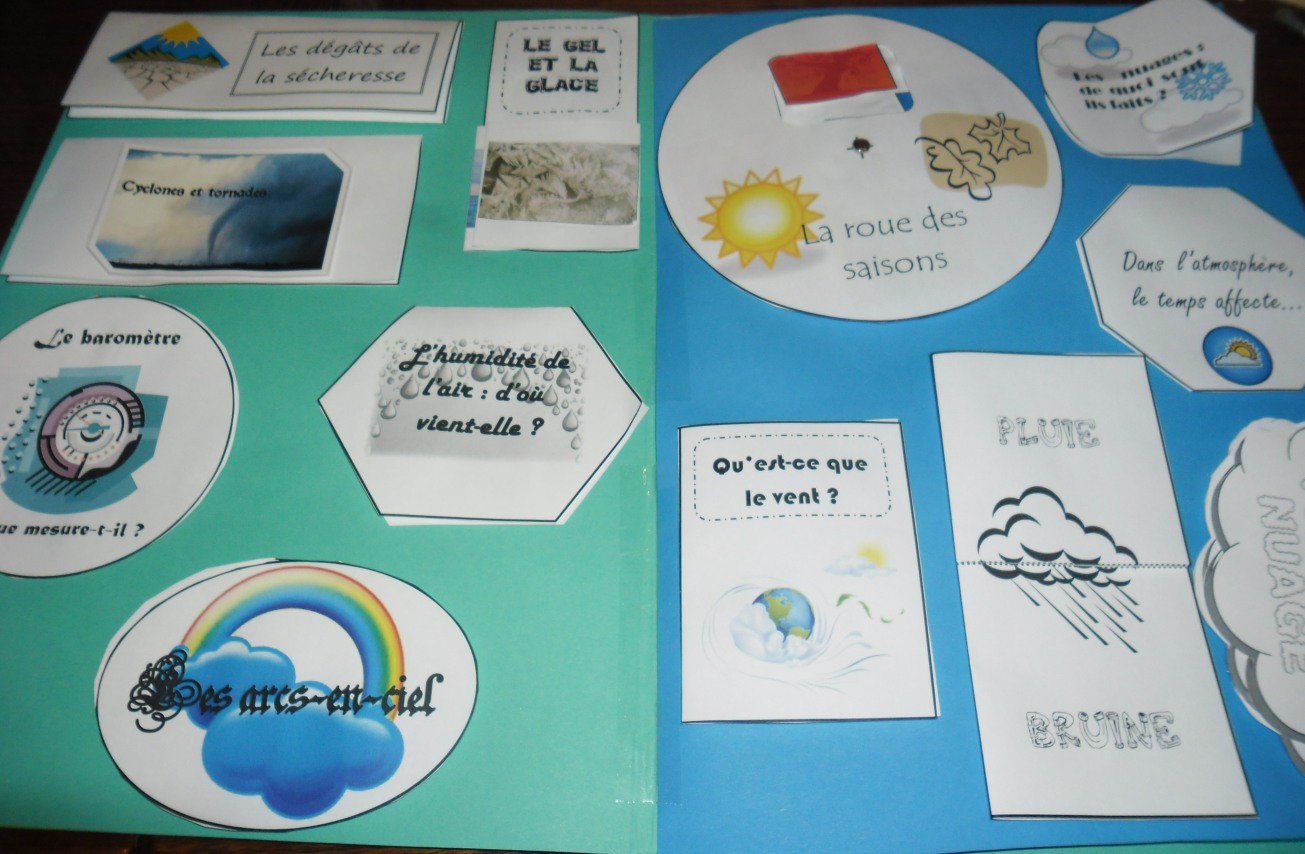
Exemple de pages intérieures d'un lapbook sur la météo.

Un lapbook, livre animé ou livre-objet est un dossier thématique présenté sous la forme d'un livret et regroupant des informations sur une notion grâce à des images, des dessins, des tableaux et des écrits. Il constitue une sorte de « résumé » d'une notion scolaire ou non. Ce support pédagogique permet de garder une trace des apprentissages, de manière ludique et attrayante.

## Caractéristiques
Un lapbook prend généralement la forme d'un livret, composé d'un assemblage de papiers cartonnés de couleur, et de collages internes (formes découpées qui s’ouvrent, accordéons qui se déplient, roues qui tournent, pochettes de cartes qui s’emboîtent...). Ces formes de papier peuvent contenir des données, des diagrammes, des illustrations qui sont liés au sujet étudié.  

## Utilisation
Un lapbook s'adapte à tout sujet et niveau scolaire. Les enseignants et les parents qui utilisent les lapbooks indiquent qu'ils favorisent la créativité et la pensée critique, sur des sujets tels que la science, la langue, l'histoire, la géographie et les mathématiques . Il se plie, se déplie, s'ouvre se ferme ...